# Campeonato de Francia de fútbol D2 1933-1934
El campeonato de Francia de fútbol de División 2 1933-1934  fue el primer campeonato de la División 2. Se desarrolló en dos grupos por zona geográfica. Un grupo de 14 clubes llamado grupo norte, y un grupo de 9 clubes llamado Grupo sur. El Red Star  se consagró campeón del grupo norte y el Olímpico de Alès campeón del grupo sur. Estos equipos lograron ascender de categoría junto al FC Mulhouse y de la Racing Estrasburgo. El Red Star será coronado campeón después de su victoria sobre el Olympique d'Alès 3 a 2 en la final entre los ganadores del grupo.

## Participantes
| Torneo Norte - Amiens Athlétic Club - Racing Club de Calais - Club français - Le Havre Athletic Club - Football Club de Metz - Football Club de Mulhouse - Red Star Olympique - Racing Club de Roubaix - Football Club rouennais - Union sportive servannaise et malouine - Racing Club de Strasbourg - Union sportive suisse - Union sportive de Tourcoing - Union sportive de Valenciennes-Anzin | Torneo sur - Olympique alésien - Stade olympien biterrois - Sporting Club de la Bastidienne - Club Deportivo Espagnol - Hyères Football Club - Football Club de Lyon - Association sportive de Monaco Football Club - Football Athlétic Club de Nice - Association sportive de Saint-Étienne |